# Deutsche Gesellschaft für Wehrpolitik und Wehrwissenschaften
Die Deutsche Gesellschaft für Wehrpolitik und Wehrwissenschaften (DGWW) war eine Organisation im NS-Staat. Sie diente in der Zeit des Nationalsozialismus unter anderem der Verbreitung von nationalsozialistischer Propaganda. Die Gesellschaft wurde im Sommer 1933 gegründet und bestand bis mindestens 1943.
Präsident der Gesellschaft war Friedrich von Cochenhausen, General der Artillerie.
Die Gesellschaft organisierte wehrpolitische und militärische Vorträge vor der Wehrmacht und der deutschen Bevölkerung. Im ersten Quartal des Jahres 1941 waren dies etwas über 4600 Vorträge, davon etwa 1800 vor der Wehrmacht. Zu Wort kamen etwa 450 „Frontredner“. Nach eigenen Angaben erreichte die Gesellschaft rund 1,6 Millionen Bürger.
Bei den Gauleitungen verpflichtete die Gesellschaft sogenannte „Gaubeauftragte“ zur Organisation von Vorträgen und Diskussionen innerhalb ihres Gaus. Zu den Rednern gehörten verschiedene Größen aus den Bereichen Politik, Wissenschaft und Militär, darunter etwa Reinhard Höhn, Viktor Bruns, Friedrich Grimm, Edmund Glaise-Horstenau. Sie erörterten unter anderem verschiedenste Teilgebiete der totalen Kriegführung.
Die Gesellschaft widmete sich außerdem der Ausbildung in der Rhetorik. Geschult wurden Redner der nationalsozialistischen Organisationen wie der SS, der SA, des Nationalsozialistischen Kraftfahrkorps (NSKK), des Reichsarbeitsdienstes (RAD), des Reichsluftschutzbundes sowie des Reichsverbandes Deutscher Offiziere.
Die wissenschaftliche Arbeit der Gesellschaft war in Arbeitsgemeinschaften organisiert:
- Arbeitsgemeinschaft „Kriegsgeschichte“ unter Oberstleutnant a. D. Foerster
- Arbeitsgemeinschaften „Kriegsphilosophie“ und „Wehrwirtschaft“ unter   Oberregierungsrat Karl Linnebach und Dr. Osthold
- Arbeitsgemeinschaft „Kriegsrecht“ unter Admiral a. D. Walter Gladisch
- Arbeitsgemeinschaft Wehrverkehrsfragen unter Generalleutnant a. D. Adalbert von Taysen[3]

Die Publikation der Werke erfolgte in den Monatsschriften Wissen und Wehr und Militärwissenschaftliche Rundschau. Das Handbuch „Neuzeitliche Wehrwissenschaften“ von Generalmajor a. D. Hermann Franke wurde von der Gesellschaft in Auftrag gegeben.
Zu den korporativen Mitgliedern gehörten zahlreiche Handels- und Industrieunternehmen, die sich durch Spenden an der Finanzierung der Gesellschaft beteiligten.